# 1730 w polityce

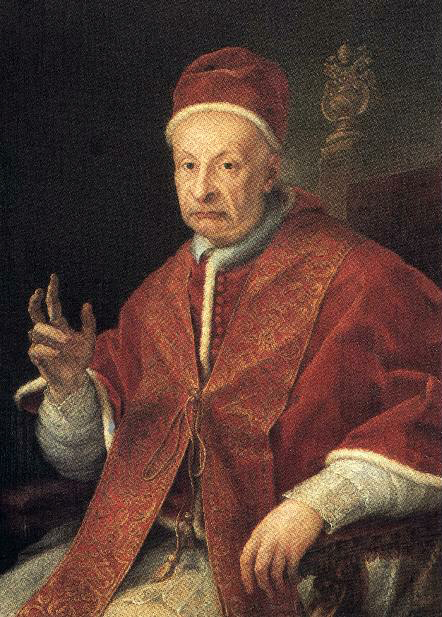
Benedykt XIII

Wydarzenia polityczne w 1730 roku.

## Urodzili się
- Franciszek Ksawery Branicki, współtwórca konfederacji targowickiej (data niepewna)[1].

## Zmarli
- 21 lutego Benedykt XIII, papież[2].
- 12 października Fryderyk IV Oldenburg, król Danii i Norwegii[3].